# A csillagszemű
A csillagszemű 1977-ben bemutatott magyar film, amely Kolozsvári Grandpierre Emil azonos című regénye alapján készült. Az élőszereplős játékfilm írója és rendezője Markos Miklós. A zenéjét Szokolay Sándor szerezte. A mozifilmet a Mafilm Játékfilmstúdió gyártásában készült, a Magyar Televízió és a Hunnia Filmstúdió forgalmazásában jelent meg. Műfaja kalandfilm.
Magyarországon 1977. december 22-én mutatták be a mozikban.

## Szereplők
- Juraj Ďurdiak (hangja: Hegedűs D. Géza) – Csillagszemű Jankó
- Madaras József – Ambrus püspök
- Bordán Irén – Dorica
- Dégi István – Orbán lovag
- Szirtes Ági – Anyica
- Oszter Sándor – Faggyas
- Telessy Györgyi – Fogadósné
- Nagy Attila – Kajtorossy
- Nagy Gábor – Darkóczy Kristóf
- Bánhidi László – Számadó juhász
- Molnár Tibor – A molnár
- Bácskai János – Hályogos
- Basilides Zoltán – Csibak
- Fonyó József – A besúgó
- Horkai János – A hírnök
- Farkas Antal – A kovács
- Gyenge Árpád – A kincstárnok
- Kézdy György – A pápai követ
- Szilágyi István – Gergő, a molnárlegény
- Ambrus András – Jankó bátyja
- Korompai Vali – Jankó anyja
- Siménfalvy Sándor – Jankó apja
- Schubert Éva – A molnár felesége
- Romhányi Rudolf – Főszakács

További szereplők: Blaskó Balázs, Csonka Endre, Fekete Tibor, Hantos Balázs, Harmaczy József, Kutas József, Pusztai Péter, Rajna Mária, 
Soós László, Virág Kiss Ferenc